# Sutera (Gattung)
Sutera ist eine Pflanzengattung innerhalb der Familie der Braunwurzgewächse in der Ordnung der Lippenblütlerartigen (Lamiales).

## Beschreibung
Die Arten der Gattung Sutera wachsen selbständig aufrecht bis kriechend oder überhängend als einjährige bis ausdauernde krautige Pflanzen oder als Halbsträucher bis kleine Sträucher. Einige Arten duften aromatisch. Die Pflanzenteile können behaart, drüsig oder glatt sein. Die gegenständig oder fast gegenständig angeordneten Laubblätter sind gestielt bis ungestielt mit gezähnten, gewellten bis gelappten, selten glatten Blattrand.
Die Blüten stehen einzeln in den Blattachseln oder in endständigen, traubigen, ährigen oder zymösen Blütenständen auf Blütenstandsschäften zusammen. Die Tragblätter sind den Laubblättern ähnlich aber kleiner. Die zwittrigen Blüten sind zygomorph und fünfzählig mit doppelter Blütenhülle. Die fünf Kelchblätter sind verwachsen und ist zweilippig. Die fünf Kronblätter sind röhrig verwachsen, wobei die Kronröhre länger oder kürzer als der Kelch sein kann. Die fünf Kronlappen sind selten kurz zweiteilig. Es sind nur vier Staubblätter vorhanden, die die Kronröhre manchmal die Kronröhre überragen. Die fadenförmigen Staubfäden entspringen in der Kronröhre. Der Fruchtknoten ist zweifächerig. Der dünne Griffel überragt die Kronröhre nicht. Die Narbe ist sehr kurz und geringfügig zweigabelig.
Die septizide Kapselfrucht ist zweiklappig und enthält viele Samen. Die kleinen, grau-blauen oder ockerfarbenen Samen besitzen eine strukturierte Oberfläche.

## Verbreitung
Die Gattung Sutera umfasst etwa 49 Arten, die ursprünglich in Südafrika und Namibia beheimatet sind.

## Systematik
Die Gattung Sutera wurde 1807 von Albrecht Wilhelm Roth in Botanische Bemerkungen und Berichtigungen, S. 172 erstveröffentlicht. Der Gattungsname ehrt den Schweizer Botaniker und Arzt Johann Rudolf Suter (1766–1827).
Früher enthielt die Gattung etwa 130 Arten. Sie war jedoch nicht monophyletisch, aber ihre beiden Untergattungen Sutera und Chaenostoma erwiesen sich als monophyletisch, so wurden die Untergattungen zu Gattungen mit der Reaktivierung der Gattung Chaenostoma Benth., einige Arten sind jetzt in der Gattung Jamesbrittenia Kuntze.
Folgende Arten gehören hierher (Auswahl):
- Sutera brunnea Hiern: Sie kommt in Mosambik, Sambia ins Simbabwe vor.[3]
- Sutera cooperi Hiern: Sie kommt in der östlichen Kapprovinz in Limpopo und in Freistaat vor.[3]
- Sutera foetida (Andrews) Roth: Sie kommt in der westlichen Kapprovinz vor.[3]
- Sutera griquensis Hiern: Sie kommt in Südafrika vor.[3]
- Sutera polyantha (Benth.) Kuntze (Syn.: Chaenostoma polyanthum Benth.): Sie kommt im Westkap und im Ostkap vor.[4]

Nicht mehr in diese Gattung wird beispielsweise gerechnet:
- Sutera canariensis (Webb) Sunding & G.Kunkel => Camptoloma canariense (Webb & Berthel.) Hilliard
- Sutera grandiflora (Galpin) Hiern => Jamesbrittenia grandiflora (Galpin) Hilliard
- Sutera merxmuelleri Roessler => Jamesbrittenia merxmuelleri (Roessler) Hilliard
- Sutera silenoides Hilliard => Jamesbrittenia silenoides (Hilliard) Hilliard: Sie kommt in Limpopo und KwaZulu-Natal vor.[3]
- Früher gehörte auch die Zierpflanze Bacopa (Chaenostoma cordatum Benth., Syn.: Sutera cordata (Benth.) Kuntze, Sutera diffusa) zu dieser Gattung. Die weißen Sorten dieser Art werden im Pflanzenhandel als „Schneeflöckchen“ bezeichnet.